# Sankaran
Le sankaran est une langue mandingue de l’est parlée en Guinée dans la préfecture de Faranah dans la région de Faranah.

## Écriture
Une orthographe sankaran, utilisant les lettres de l’alphabet latin de l’alphabet national guinéen, a été développée est utilisée dans une traduction de la Bible en sankaran publiée par les Traducteurs Pionniers de la Bible en 2015 et en version électronique en 2017.